# 南洛州
南洛州，中国古代的州。
南朝梁改北上洛郡置南洛州，治所在上津县（今湖北省郧西县西北上津镇）。西魏废帝元年（552年），王雄攻下上津郡、魏兴郡，设立東梁州，西魏废帝三年（554年）改南洛州为上州。        